# Confederación de Targowica

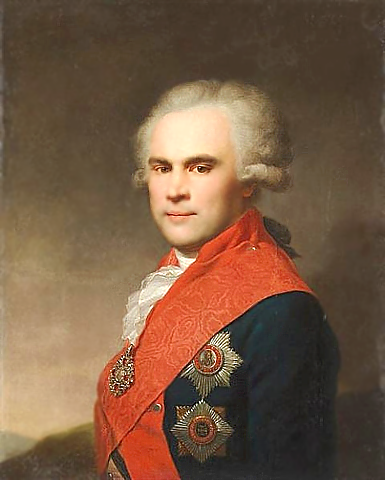
Retrato de Vasili Stepánovich Popov, destacado estadista ruso del siglo XVIII

La Confederación de Targowica (en polaco: Konfederacja targowicka) fue una confederación formada por magnates de la República de las Dos Naciones el 27 de abril de 1792, en San Petersburgo con el apoyo de la emperatriz de rusa Catalina II. La confederación se oponía a la Constitución del 3 de mayo de 1791, en particular, a los artículos que limitaban los privilegios de la nobleza. El acta de fundación de la confederación fue escrita por Vasili Stepánovich Popov, Jefe de Estado Mayor del príncipe Grigori Potiomkin. Se supone que esta acta fue proclamada en la pequeña ciudad de Targowica (ahora Óblast de Kirovogrado en Ucrania) el 14 de mayo de 1792. Cuatro días más tarde dos ejércitos rusos invadían la República de las Dos Naciones sin una Declaración de guerra.

Los hombres de la confederación de Targowica derrotaron a las fuerzas leales a la República de las Dos Naciones y el rey Estanislao II Poniatowski en la Guerra ruso-polaca de 1792. Como resultado, el rey, Poniatowski, se unió formalmente a la Confederación. Su victoria propicio la segunda partición de Polonia y sentó las bases de la tercera partición y disolución definitiva de la república. 

El apodo "targowiczanin", como se denominaba a los miembros de la confederación, acabó convirtiese en un epíteto despectivo en el campo de la política polaca, adquiriendo el significado de "traidor estúpido" y aun se emplea actualmente.